# Albergaria da Serra
Albergaria da Serra era una freguesia portuguesa del municipio de Arouca, distrito de Aveiro.

## Historia
Fue suprimida el 28 de enero de 2013, en aplicación de una resolución de la Asamblea de la República portuguesa promulgada el 16 de enero de 2013 al unirse con la freguesia de Cabreiros, formando la nueva freguesia de Cabreiros e Albergaria da Serra.